# Rotenburg an der Fulda
Rotenburg an der Fulda település Németországban, Hessen tartományban. Lakosainak száma 14 020 fő (2023. december 31.). Rotenburg an der Fulda Bebra, Ludwigsau és Alheim községekkel határos.

## Népesség
A település népességének változása:
| Lakosok száma | 14 411 | 14 487 | 14 676 | 13 848 | 14 066 | 14 020 |
|               | 2015   | 2017   | 2019   | 2021   | 2022   | 2023   |

## Képgaléria

Rotenburg an der Fulda
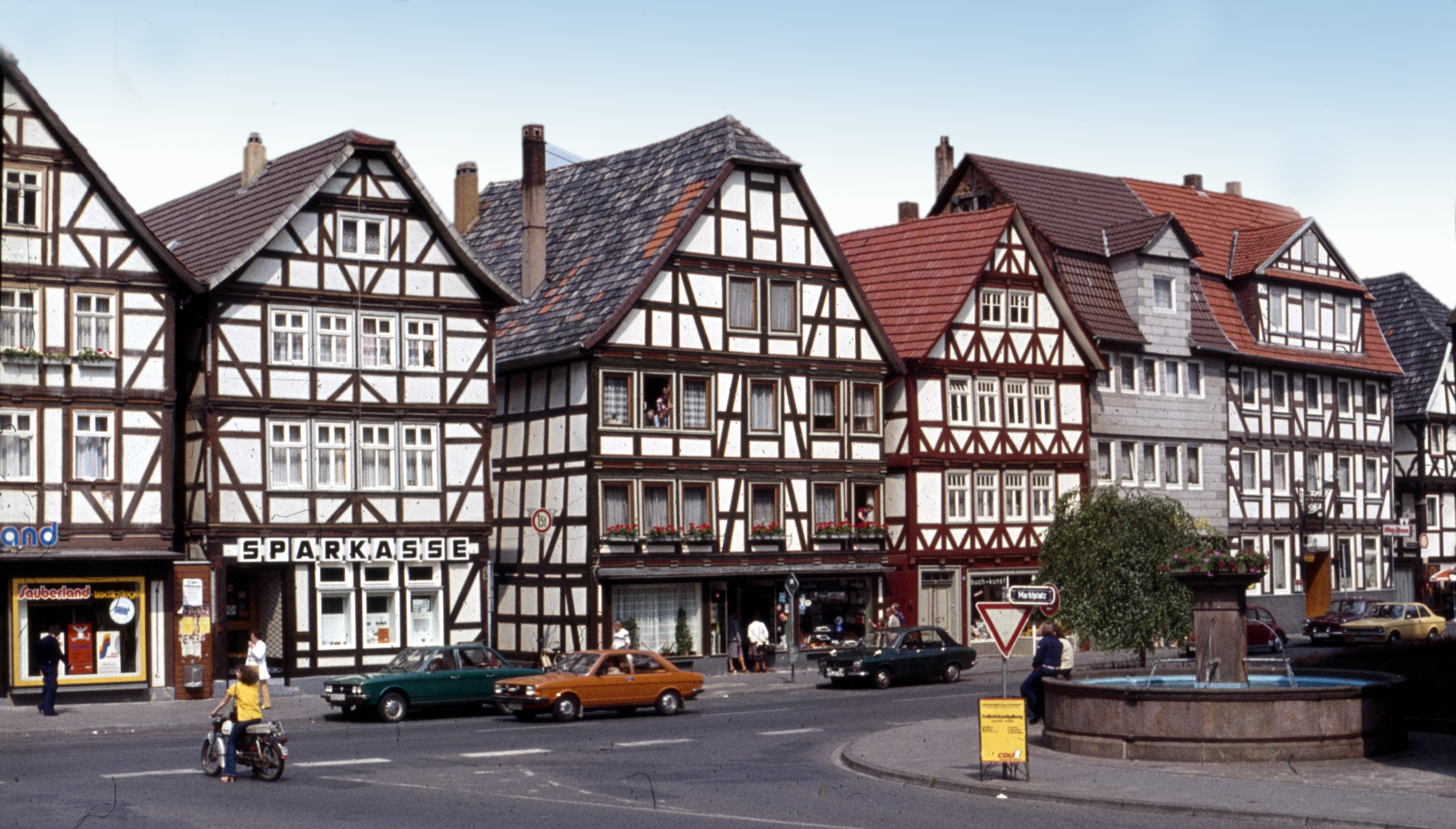
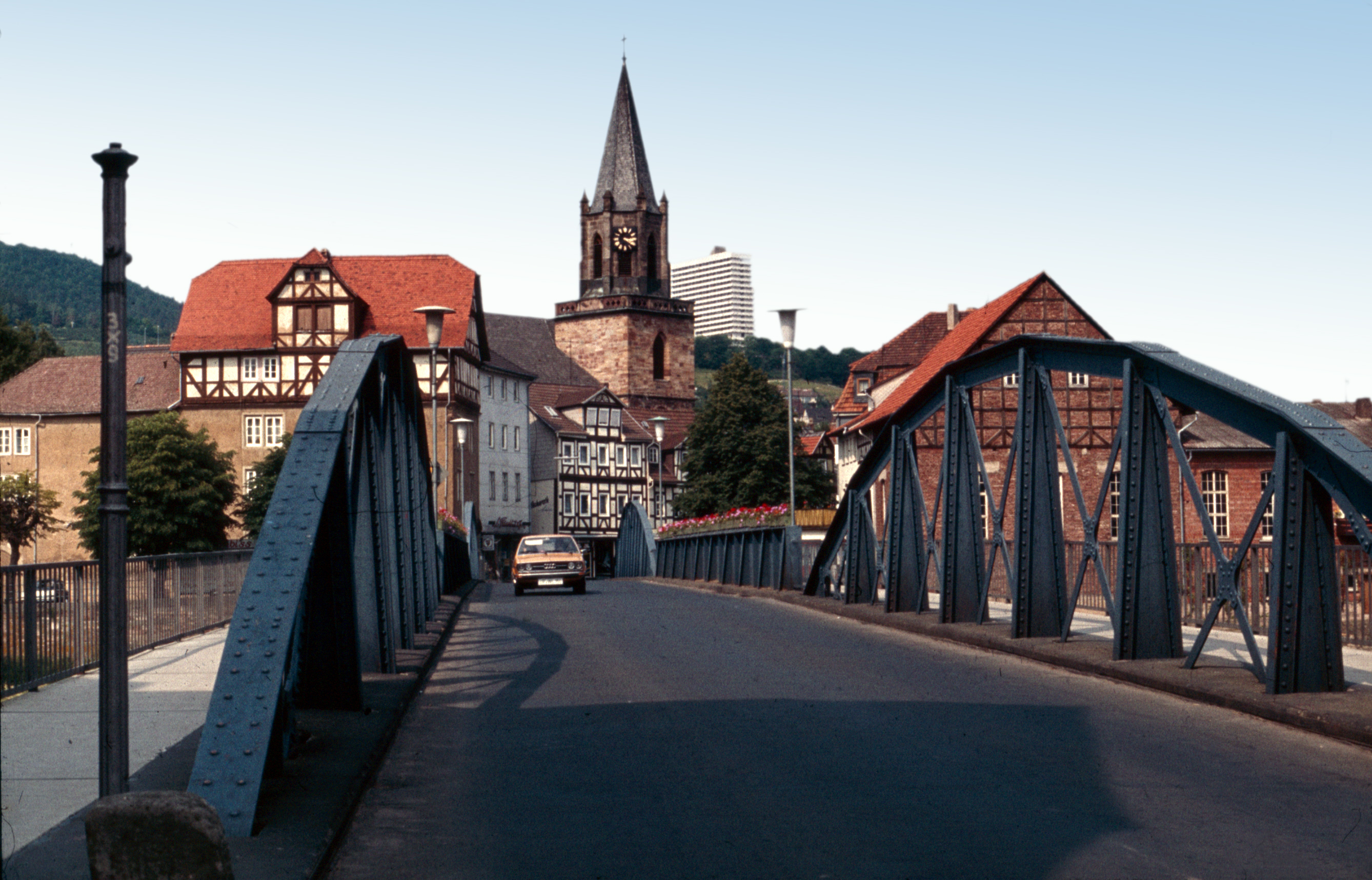
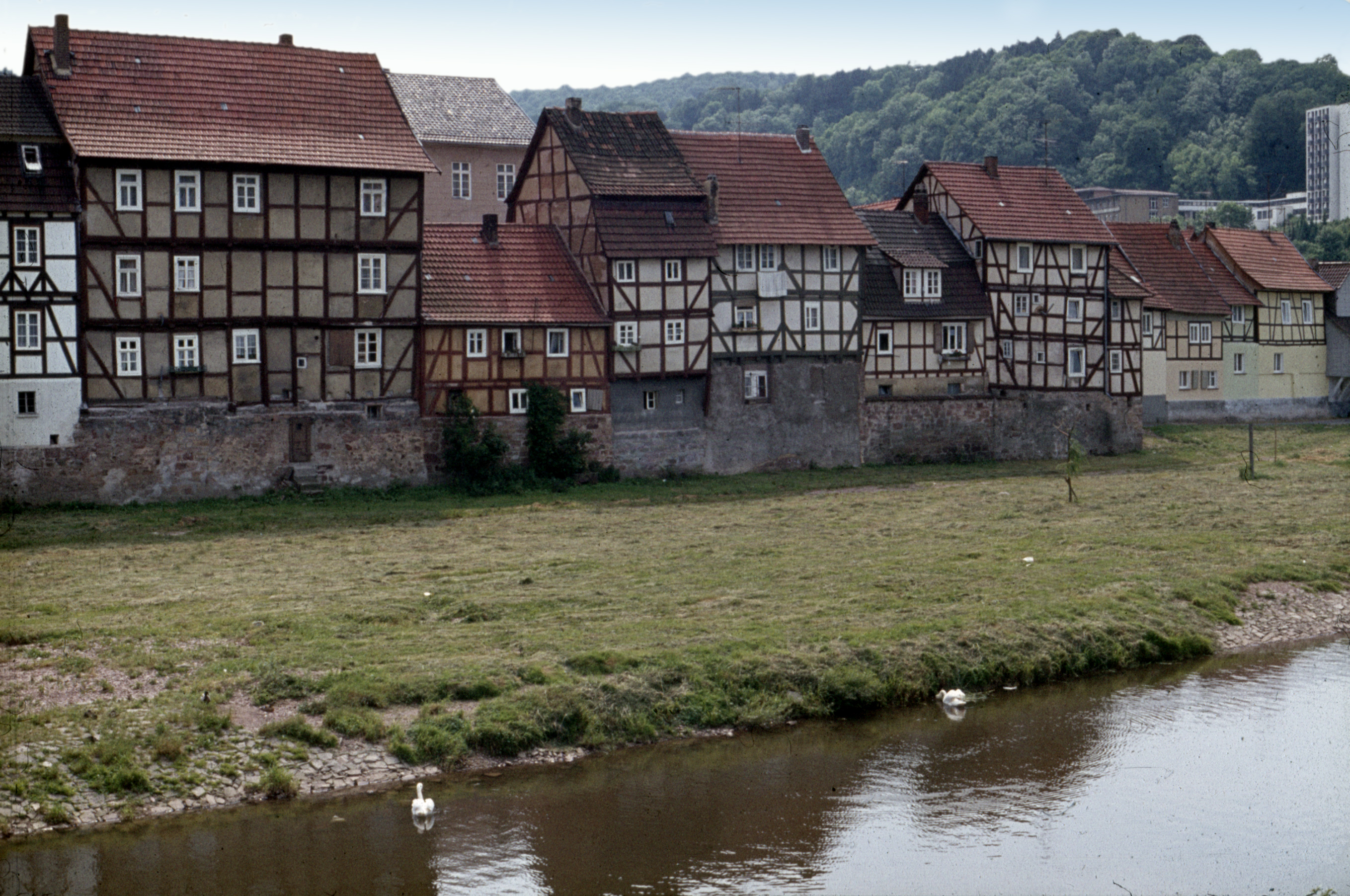
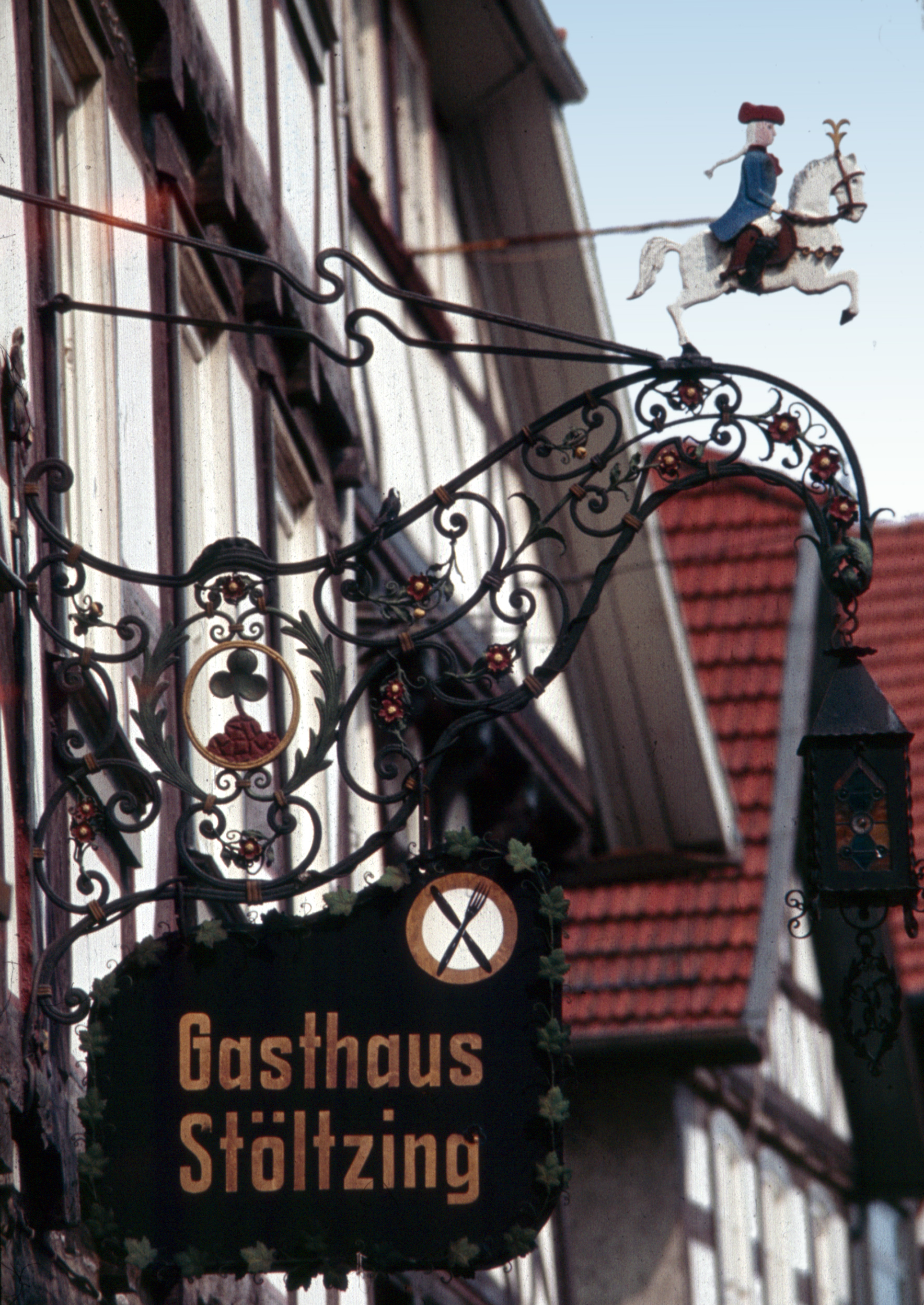
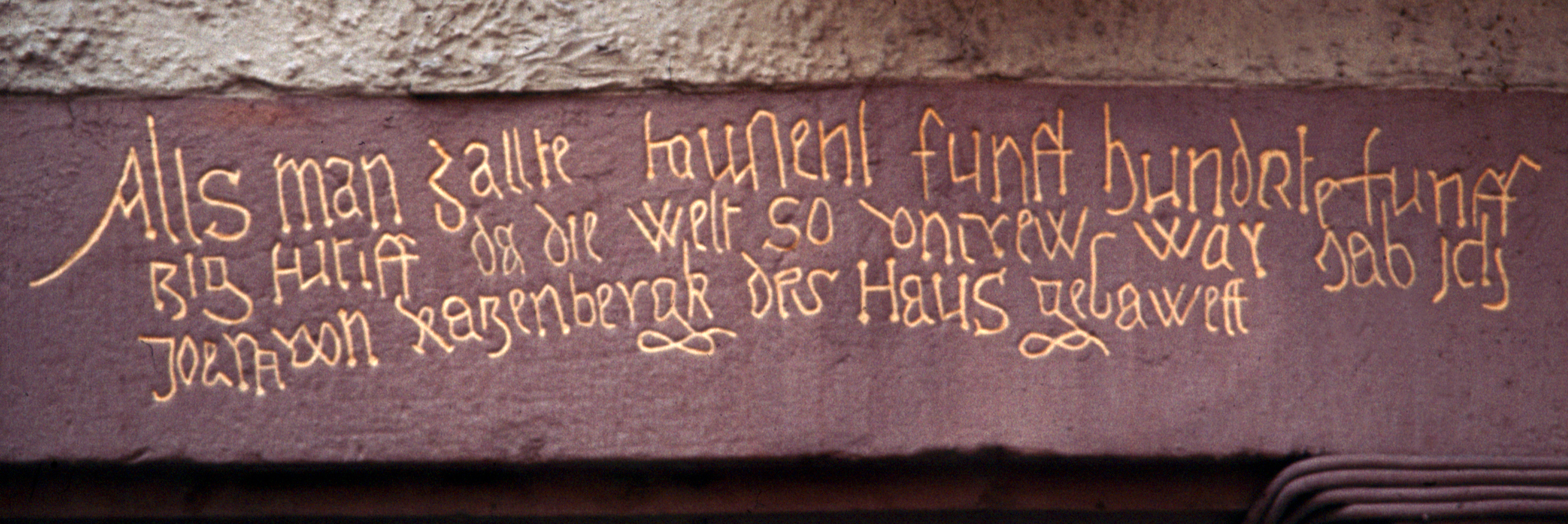
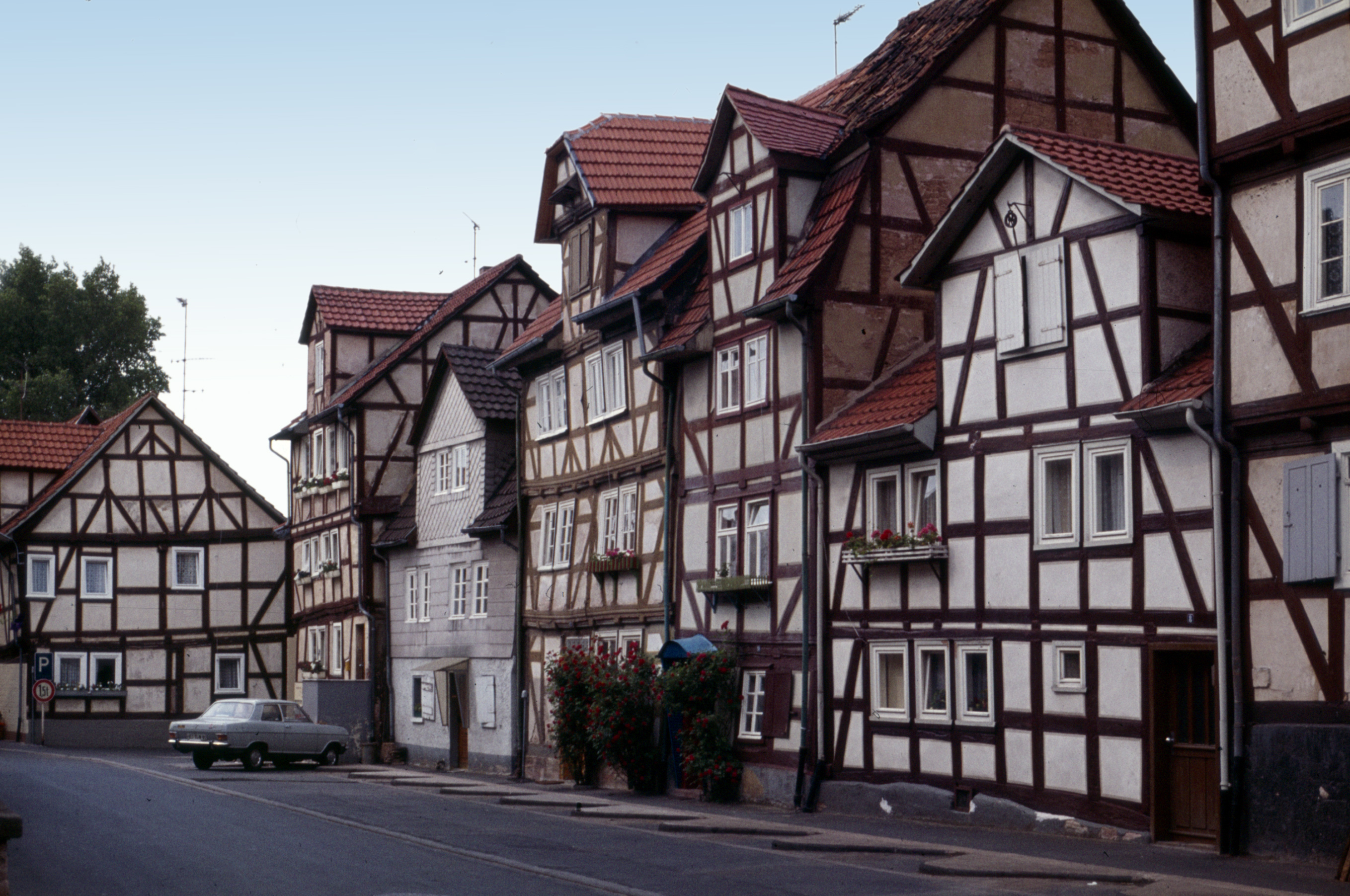
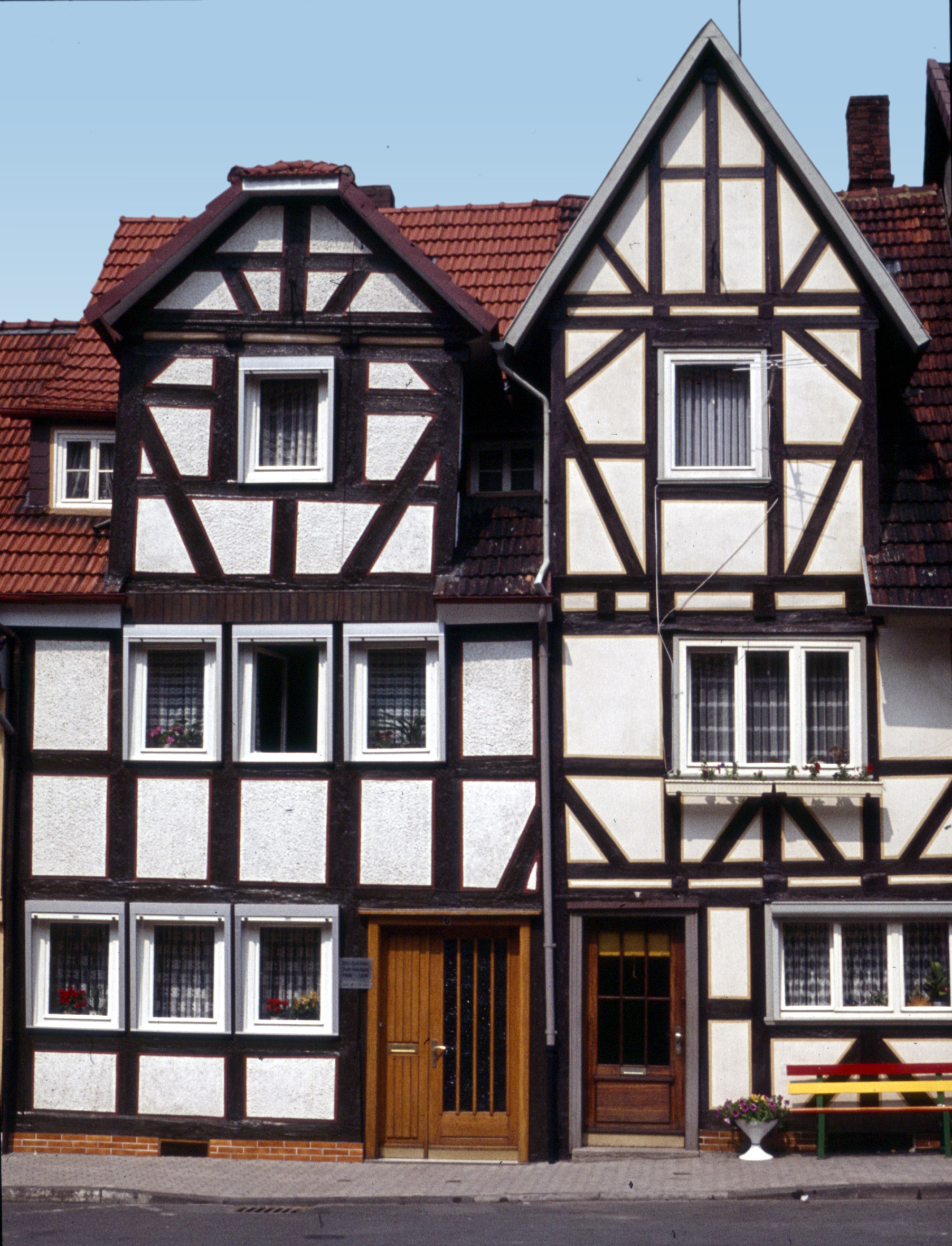
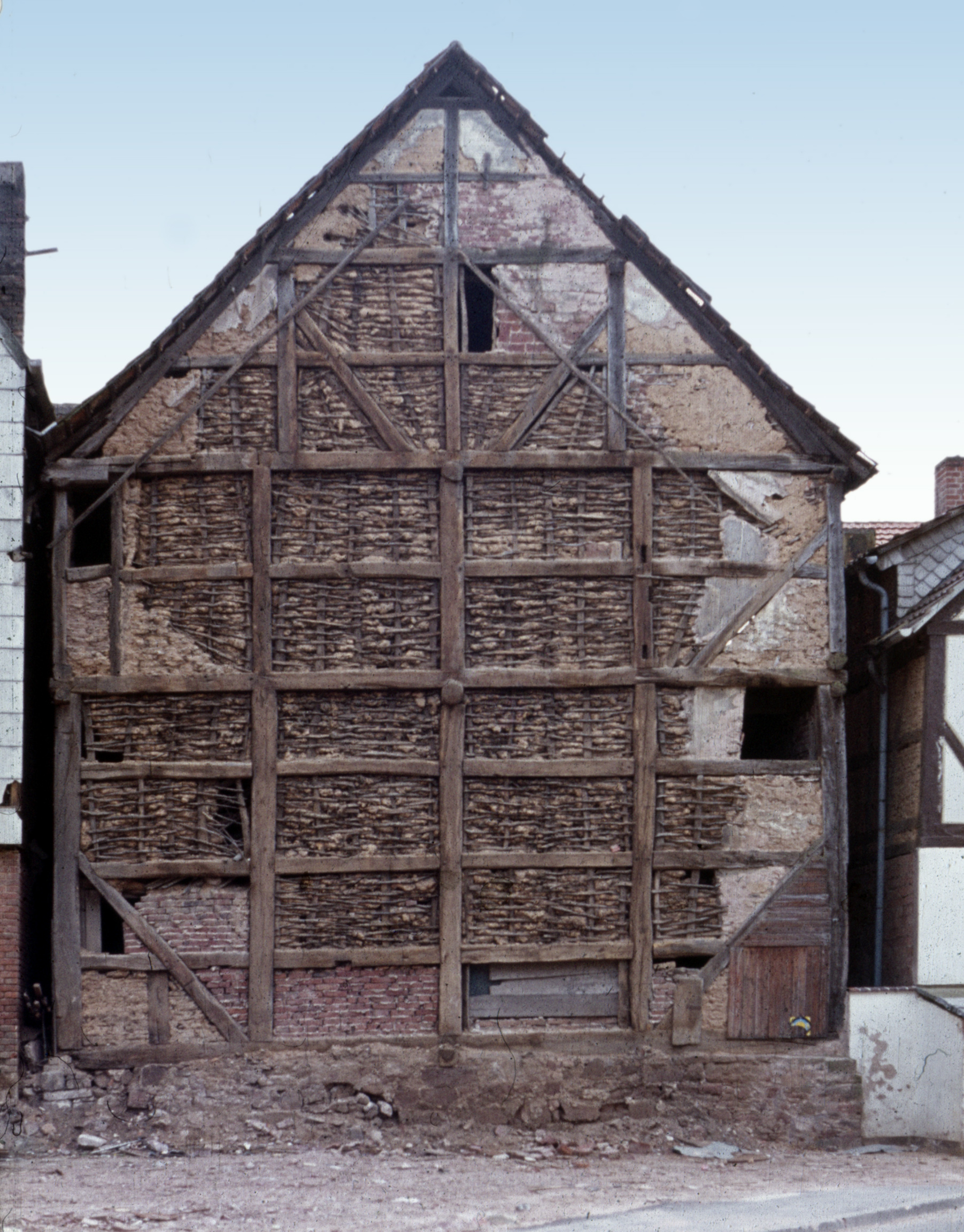